# Indira Ranamagar
Indira Ranamagar est une travailleuse sociale et fondatrice de l'organisation à but non lucratif Prisoner's Assistance Nepal qui s'occupe des enfants de criminels emprisonnés. Ranamagar montre un grand intérêt pour la condition des prisonniers et de leurs familles dès son plus jeune âge, et après s'être renseignée sur leurs luttes, elle fonde Prisoner's Assistance Nepal en 2000. Son travail à travers l'organisation lui permet d'ouvrir quatre maisons d'enfants, deux écoles et divers projets sociaux visant à aider les détenus et leurs enfants,. Elle est l'une des trois finalistes nommés pour le Prix des Enfants du Monde en 2014 et le 22 octobre 2014, elle reçoit le Prix d'Honneur de l'organisation par la Reine Silvia de Suède.

## Biographie

### Jeunesse
Née dans la pauvreté dans les régions rurales du Népal,, Ranamagar ne fréquente pas l'école comme ses frères et apprend à lire et à écrire avec un bâton dans sa cour. Après avoir lu les livres scolaires de ses frères, elle est finalement autorisée à aller à l'école et devient la meilleure élève de sa classe. Elle devient domestique pour payer ses études. À l'obtention de son diplôme, Ranamagar devient professeure et déménage à Katmandou. 
En tant que jeune adulte, elle s'intéresse au travail de Bishnu Kumari Waiba, ou Parijat, une célèbre écrivaine népalaise défenseuse des droits sociaux dont l'une des causes est les droits des prisonniers politiques au Népal. Ranamagar rejoint le mouvement de Parijat et se familiarise avec le système de justice au Népal et les mauvaises conditions de vie dans les prisons en étant visiteuse de prison. Après la mort de Parijat en 1993, Ranamagar continue de visiter les prisons et de fournir les premières nécessités aux prisonniers, déplaçant son centre d'aide pour les prisonniers politiques vers les pauvres et les personnes défavorisées, souvent injustement emprisonnés pour des délits mineurs commis en désespoir de cause.

### Prisoner's Assistance Nepal
À la suite d'un travail continu avec les prisonniers, Ranamagar fonde Prisoners Assistance Nepal en 2000, pour fournir de l'aide aux détenus, après leur libération, et aux membres de leur famille. Depuis sa genèse, Ranamagar a pris soin de plus d'un millier d'enfants en plus de fournir des services aux détenus dans plus de soixante-dix prisons à travers le pays. L'association gère aujourd'hui trois foyers pour les enfants tous construits grâce aux dons des particuliers.
En 2017, pour son implication dans l'aide aux prisonniers politiques au Népal, elle est nommée parmi les 100 femmes les plus influentes de l'année par la BBC dans la catégorie «illettrisme des femmes ».